# Społeczny Fundusz Odbudowy Stolicy

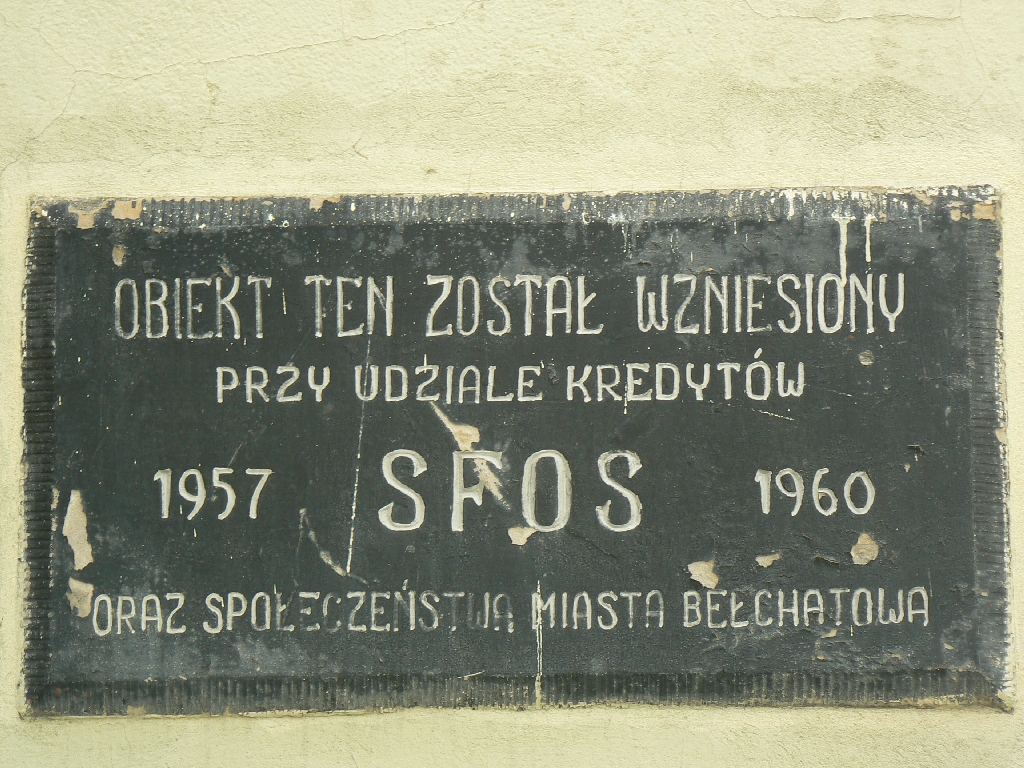
Tablica upamiętniająca wybudowanie budynku w Bełchatowie przy wsparciu kredytów SFOS-u

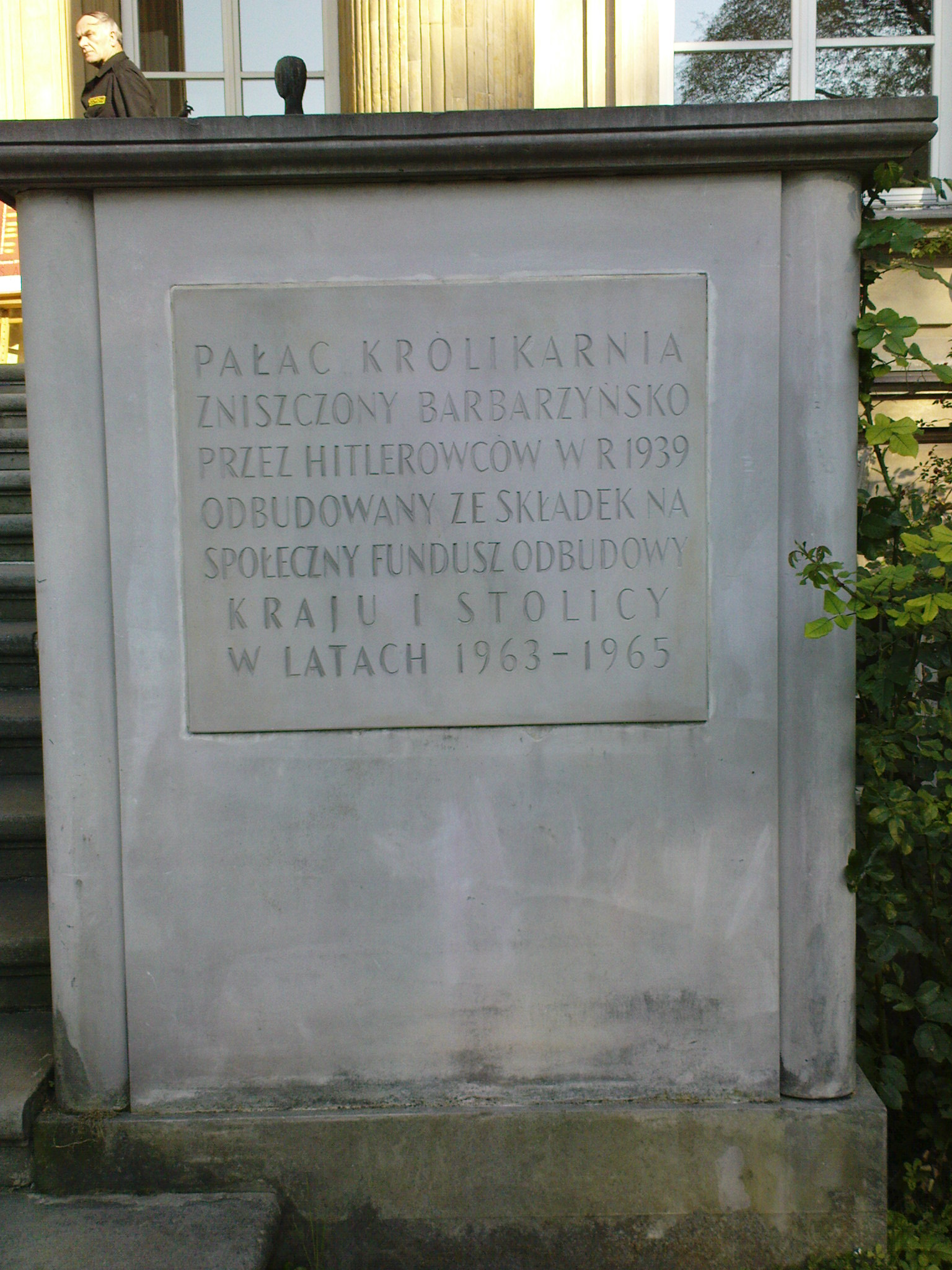
Tablica upamiętniająca odbudowanie w latach 1963–1965 Królikarni w Warszawie ze składek na SFOKiS

Społeczny Fundusz Odbudowy Stolicy (skrót: SFOS) – stowarzyszenie wyższej użyteczności utworzone w 1948 w celu wsparcia odbudowy wojennych zniszczeń i rozbudowy Warszawy.

## Opis
Fundusz był ogólnokrajowy, pieniądze były pozyskiwane z przymusowego opodatkowania pracujących. Podatek wynosił 0,5% bieżących zarobków. Dodatkowo opodatkowano niektóre produkty np. wódkę, pobierano dochody z imprez kulturalno-artystycznych i dobrowolnych zbiórek ludności. Dzięki Funduszowi Warszawa wzbogaciła się o dziesiątki nowych obiektów użyteczności publicznej. Około połowa ogólnokrajowych środków finansowych i materiałowych jakimi dysponowała Polska Rzeczpospolita Ludowa, przez kilka powojennych lat była przeznaczona na odbudowę stolicy. Było to możliwe dzięki scentralizowaniu władzy w Polsce.
Społeczny Fundusz Odbudowy Stolicy został powołany w trakcie obrad pierwszego krajowego zjazdu delegatów SFOS-u w dniu 17 czerwca 1948. Pracami SFOS-u kierował Marian Spychalski. Przewodniczącym Rady Głównej SFOS był Jerzy Grabowski.
Dzięki funduszom SFOS-u odbudowane zostały całkowicie lub odrestaurowane cenne obiekty kultury narodowej. W Warszawie były to m.in. obiekty takie jak Pałac w Wilanowie, Pałac Na Wyspie w Łazienkach Królewskich, Pałac Staszica wraz z ulicą Nowy Świat, Pałac Kazimierzowski, Królikarnia, kościół Świętej Trójcy na placu Małachowskiego, Teatr Wielki i wiele pomników, m.in. Kopernika, Mickiewicza, Chopina, Poniatowskiego oraz Kolumna Zygmunta.
Popularny zespół Filipinki włączył się w akcję SFOS-u nagrywając piosenkę Wspomnieniami wrócimy do szkoły.
W 1958 przeznaczenie środków gromadzonych przez Fundusz rozszerzono na odbudowę innych obiektów w kraju, nie tylko sportowych, na przykład mauzoleum i muzeum na Radogoszczu w Łodzi, Stare Miasto w Gdańsku, Stare Miasto w Poznaniu, częściowo Wawel w Krakowie, zabytki Szczecina, Sandomierza, Kazimierza Dolnego i Lublina zmieniając w związku z tym także nazwę funduszu na Społeczny Fundusz Odbudowy Kraju i Stolicy (SFOKiS).
W 1966 SFOKiS przekształcono w Społeczny Fundusz Budowy Szkół i Internatów.